# Нава, Орасио
Орасио Нава Реса (исп. Horacio Nava Reza; род. 20 января 1982, Чиуауа) — мексиканский легкоатлет, специалист по спортивной ходьбе. Выступает за сборную Мексики по лёгкой атлетике с 1999 года, чемпион Панамериканских игр, обладатель двух золотых медалей Игр Центральной Америки и Карибского бассейна, многократный победитель и призёр первенств национального значения, участник трёх летних Олимпийских игр.

## Биография
Орасио Нава родился 20 января 1982 года городе Чиуауа.
Впервые заявил о себе на международном уровне в сезоне 1999 года, когда вошёл в состав мексиканской национальной сборной и выступил на юношеском мировом первенстве в Быдгоще, где в программе ходьбы на 10000 метров финишировал пятым.
В 2001 году в дисциплине 10000 метров одержал победу на юниорском панамериканском первенстве в Санта-Фе.
В 2003 году на домашнем Панамериканском кубке в Тихуане сошёл с дистанции в ходьбе на 50 км. Будучи студентом, принимал участие в Универсиаде в Тэгу — в дисциплине 20 км стал здесь восьмым.
На молодёжном чемпионате NACAC в Шербруке превзошёл всех соперников на 20 км и завоевал золотую медаль.
В 2005 году на Панамериканском кубке в Лиме стал серебряным призёром в ходьбе на 50 км и тем самым помог своим соотечественникам выиграть очковый командный зачёт. Позже стартовал на чемпионате мира в Хельсинки, где в той же дисциплине финишировал девятым.
На Кубке мира 2006 года в Ла-Корунье был седьмым в ходьбе на 50 км.
В 2007 году побывал на Панамериканских играх в Рио-де-Жанейро, откуда привёз награду серебряного достоинства, выигранную на дистанции 50 км. В той же дисциплине показал девятый результат на чемпионате мира в Осаке.
На Кубке мира 2008 года в Чебоксарах пришёл к финишу пятым и стал серебряным призёром командного зачёта. Благодаря череде удачных выступлений удостоился права защищать честь страны на летних Олимпийских играх в Пекине — в ходьбе на 50 км показал результат 3:45.21, расположившись в итоговом протоколе соревнований на шестой строке.
В 2009 году в дисциплине 50 км занял 19-е место на чемпионате мира в Берлине.
В 2010 году получил серебро в личном и командном зачётах на домашнем Кубке мира в Чиуауа, был лучшим на Играх Центральной Америки и Карибского бассейна в Маягуэсе.
В 2011 году в ходьбе на 20 км закрыл двадцатку сильнейших на чемпионате мира в Тэгу, тогда как в ходьбе на 50 км завоевал золото на домашних Панамериканских играх в Гвадалахаре.
На Кубке мира 2012 года в Саранске был одиннадцатым и четвёртым в личном и командном зачётах 50 км соответственно. Находясь в числе лидеров легкоатлетической сборной Мексики, благополучно прошёл отбор на Олимпийские игры в Лондоне — здесь прошёл 50 км за 3:46:59, став на финише тринадцатым.
В 2013 году выиграл серебряную и золотую медали в личном и командном зачётах 50 км на Панамериканском кубке в Гватемале, занял 32-е место на чемпионате мира в Москве.
В 2014 году добавил в послужной список золотую награду, полученную в ходьбе на 20 км на Играх Центральной Америки и Карибского бассейна в Веракрусе.
В 2015 году был лучшим в личном и командном зачётах 50 км на Панамериканском кубке в Арике, показал 28-й результат на чемпионате мира в Пекине, взял бронзу на Панамериканских играх в Торонто.
Выполнив олимпийский квалификационный норматив, отобрался на Олимпийские игры 2016 года в Рио-де-Жанейро — на сей раз в ходьбе на 50 км показал результат 3:50:53, расположившись в итоговом протоколе соревнований на 13-й строке.
После Олимпиады в Рио Нава остался действующим спортсменом на ещё один олимпийский цикл и продолжил принимать участие в крупнейших легкоатлетических турнирах. Так, в 2017 году он прошёл 50 км на чемпионате мира в Лондоне, заняв в конечном счёте 16-е место.
В 2019 году в дисциплине 50 км стал серебряным призёром на Панамериканских играх в Лиме, показал 18-й результат на чемпионате мира в Лондоне.